# Ahmad Zakajew
Ahmad Khalid Zaki / Achmied Chalidowicz Zakajew (czecz. Заки Хьалид кант Ахьмад, Zaki Ẋalid kant Aẋmad; ros. Ахмед Халидович Закаев; ur. 26 kwietnia 1959 w miejscowości Kirowskij w tałdykurgańskim obwodzie Kazachstanu) – czeczeński generał brygady i działacz polityczny, pełniący od 2006 roku rolę quasi-dyplomatycznego przedstawiciela nieuznawanej Czeczeńskiej Republiki Iczkeria; w polskojęzycznych mediach bardziej znany jako Ahmed Zakajew. Jako uchodźca polityczny przebywa w Londynie i tam prowadzi swoją działalność.

## Życiorys

### Wczesne lata
Ahmad Zakajew urodził się w Kazachstanie, gdyż tam w 1944 roku była deportowana jego rodzina, która wkrótce po jego narodzinach powróciła do rodzinnego Urus-Martan. Zakajew z wykształcenia jest choreografem – ukończył uczelnie w Groznym i Woroneżu. W latach 1981–1990 był aktorem Teatru Dramatycznego im. Paszy Nuradiłowa w Groznym. Był członkiem związków działaczy teatralnych – zarówno czeczeńskiego, jak i rosyjskiego. W tym drugim zasiadał we władzach. Wiele czasu spędzał w Moskwie.

### I wojna czeczeńska
W 1994 roku powrócił do Czeczenii, gdzie Dżochar Dudajew powołał go na stanowisko ministra kultury. Od końca tegoż roku był również członkiem sztabu wojskowego. W okresie marzec-kwiecień 1995 roku dowodził obroną wsi Gojskoje. W 1995 roku nominowany został na stopień generała brygady i powołany na dowódcę frontu Urus-Martanowskiego. W 1996 roku został doradcą prezydenta Zelimchana Jandarbijewa do spraw bezpieczeństwa i sekretarzem rady Bezpieczeństwa Czeczeńskiej Republiki Iczkeria. Brał udział w preliminariach pokojowych i przygotowaniu rozejmu w Chasawjurcie.

### Okres międzywojenny
Od października 1996 roku ponownie był ministrem kultury. W 1997 roku bezskutecznie ubiegał się o wybór na stanowisko prezydenta Czeczeńskiej Republiki Iczkeria. Od 1998 roku był wicepremierem, zdymisjonowanym dopiero w 2006 roku przez prezydenta Chalima Sadułajewa. Był twórcą agencji informacyjnej Czeczeńskiej Republiki Iczkeria CzeczenPress.

### II wojna czeczeńska
Po wybuchu kolejnej wojny, został mianowany dowódcą osobistych odwodów Asłana Maschadowa. W 2000 roku został ranny w walce lub, według innych danych, wskutek wejścia na minę. W listopadzie 2000 roku został przedstawicielem prezydenta w Turcji, a potem na Zachodzie Europy. Był również negocjatorem w rozmowach ze stroną rosyjską w 2001 i 2002 roku.

### Aresztowanie w Kopenhadze
W dniach 28–29 października 2002 roku w Kopenhadze odbył się Światowy Kongres Czeczenów, którego jednym z organizatorów był Ahmad Zakajew. Rosja wniosła protest, oskarżając Czeczenów o działalność terrorystyczną. Wedle rosyjskich oskarżeń, Zakajew był zamieszany w przygotowanie ataków terrorystycznych, w tym ataku na teatr na Dubrowce. Dlatego Zakajew został 30 października aresztowany przez duńską policję. Kiedy Rosja zażądała jego ekstradycji, Dania odmówiła z powodu uchybień proceduralnych i braków formalnych we wniosku. Jednym z najbardziej rażących błędów było podanie nieprawidłowego otczestwa – Iliasowicz zamiast Chalidowicz – oraz pomyłka w dacie urodzenia. Tłumaczenia dokumentów nie zostały urzędowo zatwierdzone. Rosjanie nie przekazali również przekonujących dowodów na liczne zbrodnie, o które oskarżyli Zakajewa. Ponadto okazało się, że część zarzutów została oparte na konfabulacji, np. odnaleziono kapłana, którego według strony rosyjskiej „banda Zakajewa” zamordowała. 3 grudnia duńskie ministerstwo sprawiedliwości zdecydowało o odrzuceniu wniosku o ekstradycję Zakajewa. Następnego dnia wyszedł on na wolność.

### Aresztowanie i proces w Londynie
Zaraz po przybyciu do Londynu, 5 grudnia 2002 roku Zakajew został ponownie aresztowany. Wkrótce potem został zwolniony za kaucją, którą wnieśli: Vanessa Redgrave oraz fundacja Borisa Bieriezowskiego. 9 grudnia strona rosyjska wniosła wniosek o ekstradycję, w którym ukazano Zakajewa jako oskarżonego o terroryzm, branie zakładników, zabójstwa, rozboje, bandytyzm, uczestnictwo w buncie zbrojnym. 30 stycznia 2003 roku Brytyjczycy wszczęli procedurę ekstradycyjną.
W trakcie procesu wyszły na jaw różne nieprawidłowości w oskarżeniu. Jeden ze świadków zaprzeczył, jakoby znał Zakajewa, zarzutów przeciwko niemu nie podnosił wzmiankowany wyżej zakonnik, a znany tylko pod pseudonimem świadek zaprzeczył, jakoby Zakajew pozbawił go palców na rękach, jak świadczyły dokumenty. Anna Politkowska napisała później artykuł, w którym twierdziła, że osoba ta palce utraciła na długo przedtem, a do świadczenia przeciw Zakajewowi została przez władze zmuszona.
24 lipca 2003 roku przed sądem wystąpił były ochroniarz Zakajewa, Duk-Basza Duszajew, którego wcześniejsze zeznania (anonimowe) mocno obciążały Zakajewa. Duszajew potwierdził, że to on jest autorem zeznań, ale wyjawił, że zostały one wymuszone od niego torturami i że nie są prawdziwe. Sędzia zwrócił się do strony rosyjskiej o wyjaśnienia. Zastępca Prokuratora Generalnego Federacji Rosyjskiej stwierdził wówczas, że jest to „prowokacja ze strony tych, którzy działają za pieniądze Borisa Bieriezowskiego”. Wyjaśnienia śledczego prokuratury w Groznym Konstantina Kriwotorowa, jakoby Duszajew sam zgłosił się na przesłuchanie, zostały obalone.
13 października 2003 roku sąd zdecydował o oddaleniu wniosku ekstradycyjnego. Uznał, że zabójstwa wojskowych popełnione w trakcie działań wojennych nie mogą być podstawą do ekstradycji. Ponadto podkreślił, że Rosja przez kilka lat nie podjęła żadnych działań dla ukarania Zakajewa za czyny z lat 1995–1996. W 2001 roku Zakajew przebywał w Moskwie, gdzie prowadził rozmowy pokojowe i nie stawiano mu wówczas żadnych zarzutów. W dodatku Rosja znała miejsce pobytu Zakajewa na emigracji i mimo to – aż do Światowego Kongresu Czeczeńców – nie zdecydowała się na jego ściganie. Przedstawione oskarżenia o czyny kryminalne pozbawione były jakichkolwiek dowodów. Dlatego sąd doszedł do wniosku, że wniosek ma charakter polityczny. Ponadto wydanie Zakajewa jest niewskazane ze względu na grożące mu tortury, a nawet śmierć. Zakajew został zwolniony, a 29 października przyznano mu status uchodźcy.

### Nowe zarzuty
17 lipca 2006 roku Władimir Putin stwierdził, że jest dostatecznie wiele dowodów na przestępczą działalność Zakajewa, by znowu żądać jego wydania. 10 dni potem prokuratura oskarżyła Zakajewa o podżeganie do nienawiści, w związku z udzielanymi przez niego wywiadami.

### Zatrzymanie w Warszawie
16 września 2010 w Pułtusku rozpoczął się tzw. „Światowy Kongres Czeczenów”. Ahmad Zakajew zapowiedział swoje przybycie, mimo ostrzeżeń, że na podstawie międzynarodowego listu gończego strona polska będzie zobligowana do jego przesłuchania. Zakajew zgodził się stawić przed śledczymi. 17 września został zatrzymany przez policję w drodze do prokuratury. Sąd nie przychylił się do wniosku prokuratury o jego aresztowanie.

## Poglądy
Zakajew twierdzi, że niezawisłość Czeczenii jest nienegocjowalna. Wbrew poglądom islamistów, opowiada się za prowadzeniem walki zgodnie z normami prawa międzynarodowego oraz za współpracą międzynarodową państw muzułmańskich z państwami innego kręgu religijno-cywilizacyjnego.
W 2009 roku w wywiadzie dla radia Echo Moskwy zadeklarował możliwość powrotu do Czeczenii i współpracy z rządem Ramzana Kadyrowa w celu „budowy trwałego pokoju w regionie”.

## Oceny
Według gazety Izwiestia Zakajew w czasie pierwszej wojny czeczeńskiej nie cieszył się dużym autorytetem. W rozmowach pokojowych odgrywał role drugoplanowe.
Pewien szacunek zdobył sobie na emigracji. Sąd uznał go za przedstawiciela umiarkowanych środowisk czeczeńskich. Siergiej Jastrżembski określił go jako „zupełnie normalnego człowieka”, a przy tym obytego polityka. Podobnie oceniała go Anna Politkowska. Oficjalne media rosyjskie i rosyjscy politycy nie nazywają go jednak inaczej jak „terrorystą” albo bandytą zajmującym się „propagowaniem czeczeńskiego terroru”.